# Pitcairnia devansayana
Espèce
Classification phylogénétique
Statut de conservation UICN

 VU D2 : Vulnérable
Pitcairnia devansayana est une espèce de plante de la famille des Bromeliaceae, endémique d'Équateur.